# Rasnik Peak
Der Rasnik Peak (englisch; bulgarisch връх Расник wrach Rasnik) ist ein spitzer, teilweise vereister und 900 m hoher Berg an der Graham-Küste des Grahamlands im Norden der Antarktischen Halbinsel. Am südwestlichen Ende der Chiren Heights auf der Welingrad-Halbinsel ragt er 17 km östlich des Lens Peak, 6,75 km südöstlich des Coblentz Peak und 9,9 km nördlich des Ezerets Knoll auf. Seine steilen Nordwest- und Südosthänge sind teilweise unvereist. Der Hugi- und der Caulfeild-Gletscher liegen südlich, die Holtedahl Bay westlich von ihm.
Britische Wissenschaftler kartierten ihn 1976. Die bulgarische Kommission für Antarktische Geographische Namen benannte ihn 2015 nach der Ortschaft Rasnik im Westen Bulgariens.